# Leuchtturm Pervalka
Der Leuchtturm Pervalka (litauisch Pervalkos švyturys) steht bei Pervalka vor dem Žirgų ragas (deutsch Pferdehakenam – Birschtwinscher Eck) im litauischen Teil des Kurischen Haffs.
Das Hafffeuer „Birschtwinscher Eck“ wurde um 1900 errichtet. Der einfache Holzmast mit Aufzugslaterne wurde bald durch einen kleinen Turm ersetzt. Das Feuer brannte auch im Winter, wenn das Haff zugefroren war, um die Orientierung bei der Eisfischerei zu erleichtern.
Im 20. Jahrhundert wurde die Anlage mehrmals umgebaut. Beim letzten Umbau wurde der Leuchtturm mit einer Basis aus Stein und einem zylindrischen Metallaufbau versehen. Er ist mit einer Automatik ausgestattet und die Leuchtturmwärter kommen nur gelegentlich hierher. Es ist der einzige Leuchtturm des Kurischen Haffs, der sich nicht an Land, sondern auf einer kleinen künstlichen Insel befindet. Er kann mit einem Boot besucht werden und ist auch vom Strand der Kurischen Nehrung aus sichtbar.

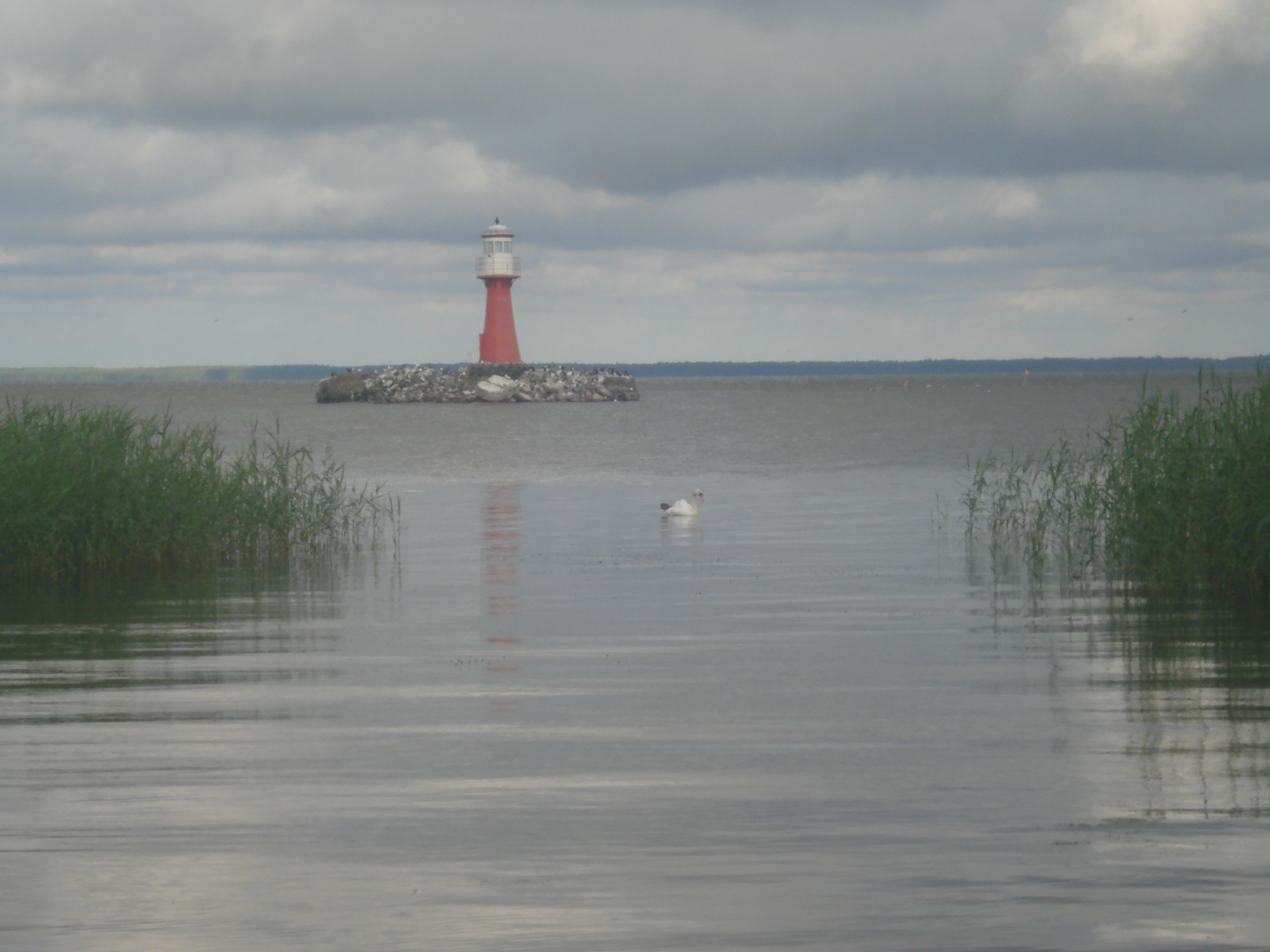
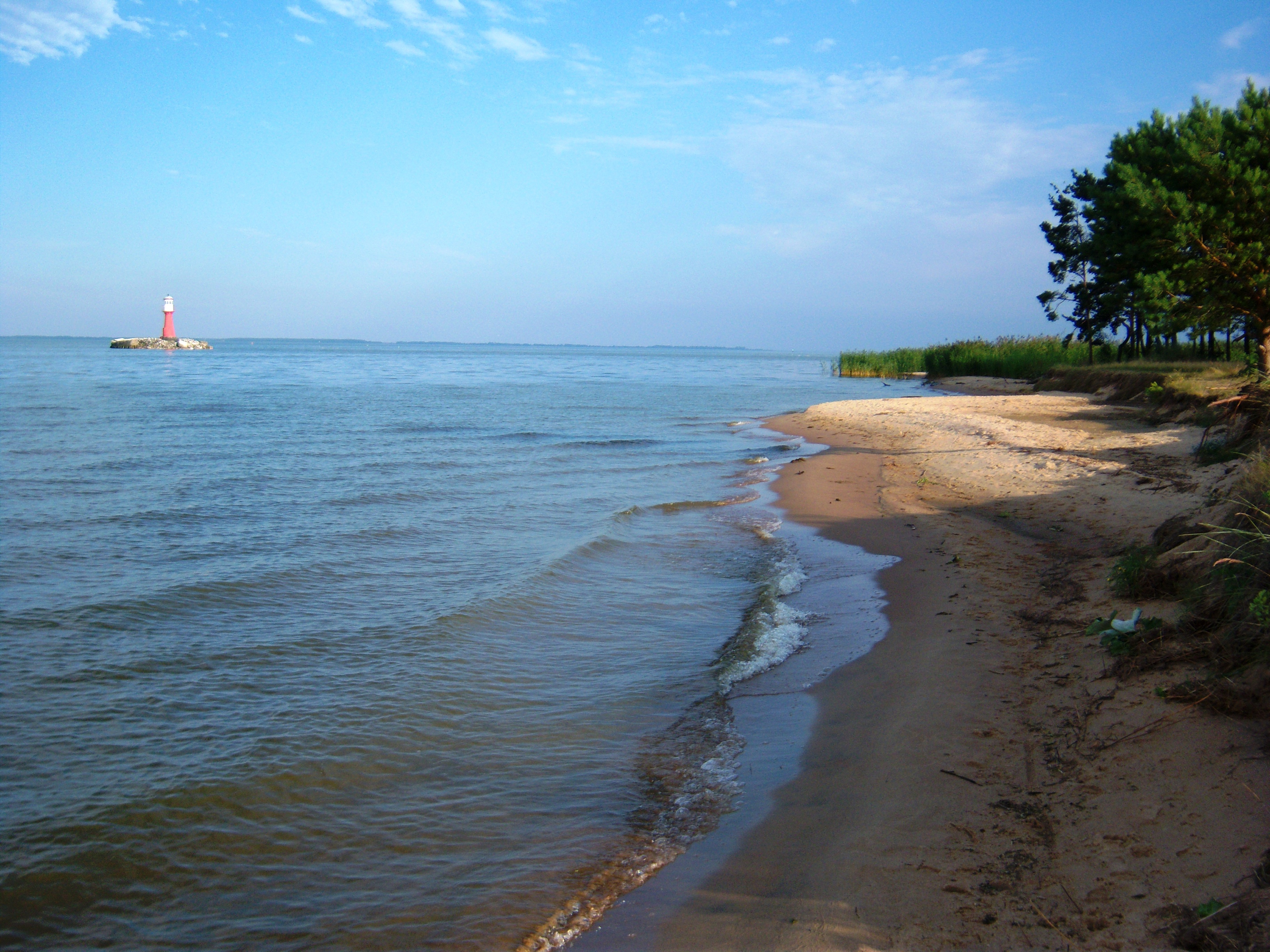
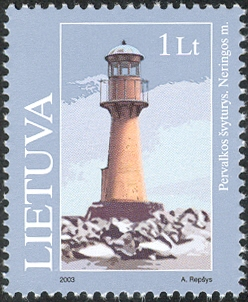

Anmerkung
1. ↑   der mit ca. 40 Einwohnern kleinsten Ortschaft auf der Nehrung